# آکسفورد (کنتاکی)
آکسفورد (به انگلیسی: Oxford) یک منطقهٔ مسکونی در ایالات متحده آمریکا است که در شهرستان اسکات، کنتاکی واقع شده‌است. آکسفورد ۲۹۲٫۹۲ متر بالاتر از سطح دریا قرار دارد.